# Dunaliella
Dunaliella es un género de algas microscópicas de la clase Chlorophyceae y del orden Volvocales. Todas son unicelulares, aunque con morfologías muy variadas.
Morfológicamente, su principal característica es que carecen de pared celular rígida de polisacárido.
La ecología de este género de algas verdes está caracterizada por su alta tolerancia a la salinidad, siendo los organismos eucariontes con mayor tolerancia a la sal. Son eurihalinos, adaptados a concentraciones de sal desde los 50 mM de NaCl hasta casi 5,5 M de NaCl.
Temas a incluir (por desarrollar): Cultivo de algas; caroteno; Glicerol; Salinas.

## Especies del géneroDunaliella
- Dunaliella pico
- Dunaliella bardawill
- Dunaliella bioculata
- Dunaliella euclora
- Dunaliella lateralis
- Dunaliella marina
- Dunaliella minuta
- Dunaliella parva
- Dunaliella peircei
- Dunaliella primolecta
- Dunaliella pseudosalina
- Dunaliella salina
- Dunaliella singach
- Dunaliella tertiolecta
- Dunaliella viridis